# Kloster Follina
Kloster Follina (Santa Maria Sanavalle di Follina) ist eine ehemalige Zisterzienserabtei in Venetien, Italien. Es liegt in der Gemeinde Follina am Piavezufluss Soligo 18 km westlich von Vittorio Veneto an der Straße nach Valdobbiadene in der Provinz Treviso.

## Geschichte
Wahrscheinlich bestand an Ort und Stelle bereits ein Benediktiner- oder Humiliatenkloster. Wohl um 1146 nahm der Gründungskonvent aus Kloster Chiaravalle Milanese unter dem Abt Stephan dieses Kloster in Besitz. Damit gehörte Follina der Filiation der Primarabtei Clairvaux an. 1229 wurde das Kloster Ospedale del Piave der Abtei Follina unterstellt. Dieses erhielt reichen Grundbesitz durch eine Stiftung der Gräfin Sofia von Camino. Die Zisterzienser begannen daraufhin mit dem Bau einer neuen Abteikirche, die 1335, und des Kreuzgangs, der 1268 vollendet war. Die Republik Venedig soll 1448 die Aufhebung der Abtei Follina verlangt haben. Diese wurde indessen in Kommende vergeben. Unter den Kommendataräbten waren der spätere Papst Paul II. und Karl Borromäus (von 1560 bis 1573). In der Zeit der Kommende verfielen die Klostergebäude, und das Kloster sank zu einem Priorat herab. 1573 berief der Kommendatarabt Kardinal Tolomeo Gallio Kamaldulenser nach Follina, die bis 1769 (oder 1771) blieben. Das Kloster wurde daraufhin profaniert. 1915 kamen Serviten in das Kloster. Im Oktober 1918 wurde die Kirche durch Granatenbeschuss beschädigt. 1921 erhielt die Kirche den Titel einer Basilica minor. In dem folgenden Jahrzehnt wurde versucht, den ursprünglichen Zustand der Abtei zu rekonstruieren. Der Kapitelsaal wurde unter Verwendung erhaltener Teile 1928 erneuert. Der Kreuzgang wurde nach 1950 sorgfältig restauriert.

## Anlage und Bauten

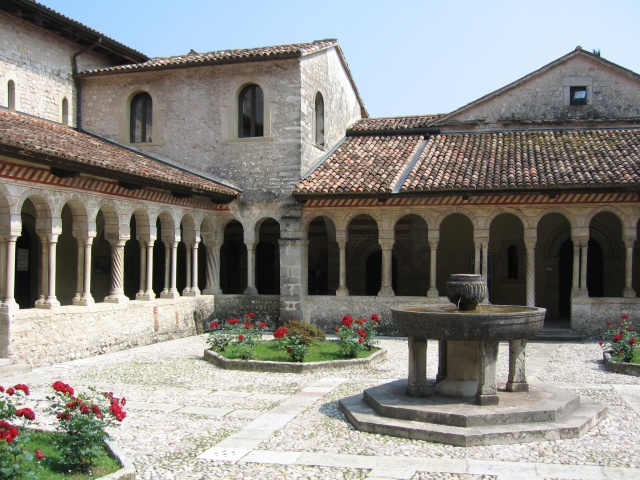
Der Kreuzgang

Die Kirche ist eine dreischiffige, ungewölbte Rundpfeilerbasilika mit offenem Dachstuhl; vom Vorgängerbau haben sich vermauerte Arkaden in der Südschiffwand erhalten. Das Langhaus weist fünf weite spitzbogige Arkaden auf, wobei in den Seitenschiffen eine Art Querschiff ausgebildet ist, das aber im Mittelschiff nicht in Erscheinung tritt. Im Osten schließen sich an die Schiffe drei fast quadratische und kreuzrippengewölbte Chorkapellen an, wobei der Hauptchor (mit einem gotischen Schnitzaltar) weiter nach Osten vortritt. Untypisch für eine Zisterzienserkirche ist die Bemalung der Wandflächen. Über dem Südchor ist entgegen den Bauregeln der Zisterzienser ein mehrstöckiger Glockenturm aufgeführt. Die im Mittelschiff stark überhöhte, durch zwei Lisenen gegliederte Fassade weist zwei Rosetten und vier Lanzettfenster, davon zwei große nahe beim Hauptportal und zwei kleinere im Bereich der Seitenschiffe, auf. Unter dem Dachansatz befindet sich ein Rundbogenfries. Der spätromanische Kreuzgang mit seinen reichen Säulen- und Kapitellformen „gilt als einer der schönsten in Italien“ (Dellwing).